# 日隈ジュリアス
日隈 ジュリアス（ひぐま ジュリアス、1997年5月25日 - ）は、沖縄県中頭郡北谷町出身の元プロ野球選手（投手）。左投左打。NPB時代の登録名は「ジュリアス」。
実弟の日隈モンテルも野球選手で、2022年度NPBドラフトで埼玉西武ライオンズから育成指名された。

## 経歴

### プロ入り前
小学校から「浜川ジャイアンツ」で野球を始める。桑江中学校では與那原大剛と同級生だった。高知中央高等学校では県大会優勝、四国大会ベスト4が最高で、甲子園出場はなかった。
2015年ドラフト会議で、東京ヤクルトスワローズから4位指名を受け、11月27日に契約金3200万円、年俸500万円で合意した。背番号は48。

### プロ入り後
2016年は、5月15日にイースタン・リーグの対千葉ロッテマリーンズ（ヤクルト戸田球場）で二軍公式戦初登板を果たすが、故障のためこの1試合のみの出場に終わる。8月31日に左肘関節のクリーニング手術を受け、以降はリハビリに励んだ。
2017年も左肘の故障に苦しみ、5月10日に左肘靱帯のトミー・ジョン手術を受けた。全治1年との診断で、二軍公式戦の出場はなく、10月3日に球団から戦力外通告を受けた。11月24日に育成選手として再契約。背番号は119。
2018年中に復帰し、二軍公式戦12試合に登板して防御率5.11の成績を残す。10月31日、自由契約公示されたのち、育成選手として再度契約。
2019年はチームメイトの近藤一樹にトレーニングの助言を仰ぐなどして体力面で成長を見せ、故障に悩まされず1年を通じて二軍戦でコンスタントに登板。23試合に登板して2勝1敗、防御率5.49の成績。シーズン終了後はみやざきフェニックス・リーグや台湾のアジア・ウィンター・リーグに派遣され、ウィンターリーグ戦では防御率0.80で2勝を挙げる活躍を見せた。なお、ウィンターリーグ前の10月31日に自由契約公示されたのち、育成選手として再度契約している。
2020年は育成契約後では最少の二軍公式戦10試合の登板に終わり、防御率4.38を記録。11月2日、戦力外通告を受けた。12月7日、明治神宮野球場で行われた12球団合同トライアウトに参加するも、3人の打者に対して与四球2、被安打1の結果に終わる。この被安打は、14年ぶりの現役復帰を目指す48歳の新庄剛志による適時打であった。
2021年2月17日、弟のモンテルが所属する独立球団・琉球ブルーオーシャンズの春季キャンプに招待選手として参加することが発表された。3月10日、同球団への入団が発表された。8月16日、同14日付で任意引退すると発表された。なお、弟のモンテルも、9月14日に同球団を自主退団している。なお、ジュリアスの退団発表直後に、琉球球団では複数の新型コロナウイルス感染者が確認され、活動が休止する事態に陥ったが、ジュリアスに一切の関係がないことが琉球の球団社長・北川智哉によって明かされている。琉球での成績は、16試合に登板して防御率3.14だった。

### プロ退団後
2023年は東京都の社会人野球クラブチーム・REVENGE99に所属。
2024年からは地元・沖縄県に戻って、エイトベースボールアカデミー沖縄校のコーチに就任し、小中学生への野球指導に携わる。また、同県のクラブチーム・てるクリニック野球部に所属し、野手として現役も続行している。

## 人物
アメリカ人の海兵隊員である父と日本人の母を持つハーフ。父はイラク戦争の影響でジュリアスが4歳の頃から会えておらず消息不明となっていたが、2015年ドラフト会議直前に生存が確認された。
ヤクルト同期入団の廣岡大志とは仲が良い。
2022年3月31日に結婚している。

## 詳細情報

### 年度別投手成績
- 一軍公式戦出場なし

### 背番号
- 48（2016年[5] - 2017年）
- 119（2018年[9] - 2020年）
- 12（2021年 - 同年8月13日）

### 登録名
- ジュリアス（2016年 - 2020年）